# Underdog (competitie)
Een underdog is een persoon of groep van personen van wie het vermoeden bestaat dat deze geen kans maakt om te winnen of een belangrijke bijdrage te leveren. De term komt in die zin vooral voor bij competities, zoals een sportwedstrijd, debat of verkiezing.
Deze persoon of groep van personen wordt daarom in eerste instantie niet serieus genomen of genegeerd. Wanneer blijkt dat het tegendeel van het vermoeden bewaarheid wordt, wordt dit vaak gezien als een bedreiging van de in eerste instantie meer succesvolle personen/groeperingen.
De term komt van origine van een hond die begin 19e eeuw in Engeland gebruikt werd in bakkerijen. De hond bevond zich in een wielrad dat verbonden was aan een blaasbalg die het vuur aanwakkerde. Omdat de ovens van de bakkerijen zich voornamelijk ondergronds bevonden, werd deze hond een 'underdog' genoemd. Naarmate de technieken in de bakkerijen zich verbeterden, werden deze honden overbodig en werd het ras niet meer gefokt. Het ras stierf dan ook in de loop der tijd uit. De term underdog kreeg sindsdien andere betekenissen.
De term wordt in de sportwereld gebruikt, waarbij opvalt dat een sporter of ploeg zich graag in de positie van underdog manoeuvreert met het kennelijke doel de tegenstander zand in de ogen te strooien. In de regel kan een underdog op sympathie van het publiek rekenen. 
Een kandidaat kan met een underdogpositie ten koste van de favoriet aan populariteit winnen tijdens democratische verkiezingen. Een voorbeeld waarin dit gebeurde was tijdens de voorverkiezingen voor de Amerikaanse presidentsverkiezingen 2008 waarin Barack Obama door zijn underdogpositie ten koste van de gedoodverfde favoriet Hillary Clinton de Democratische nominatie wist te winnen.
Underdogs worden ook gebruikt in verhalen, waarbij het publiek sympathie krijgt voor een personage onderaan de maatschappelijke ladder of met wie het simpelweg niet meezit. Voorbeelden hiervan zijn onder meer: Charlie Brown, Donald Duck in zijn stripverhalen en Rémi de weesjongen uit Alleen op de wereld.